# Большой Изюм
Большой Изюм (каз. Үлкен жүзім) — село в Тайыншинском районе Северо-Казахстанской области Казахстана. Административный центр Большеизюмовского сельского округа. Код КАТО — 596037100.

## История
Основано в 1909 году украинцами, переселенцами из Харьковской, Херсонской и Екатеринославской губерний. В числе переселенцев было 58 семей из местечка Изюм, в честь которого село и получило название.
В советское время в селе действовал совхоз «Октябрьский» (ранее — колхоз «Красный Октябрь») Кокчетавского района. Директором совхоза с февраля 1964 по 1972 года был Герой Социалистического Труда уроженец села Михаил Матвеевич Кущ (с ноября 1955 по декабрь 1958 года — первый секретарь Чистопольского райкома партии).

## Население
В 1999 году население села составляло 1533 человека (711 мужчин и 822 женщины). По данным переписи 2009 года в селе проживало 1347 человек (630 мужчин и 717 женщин).